# Koudekerke

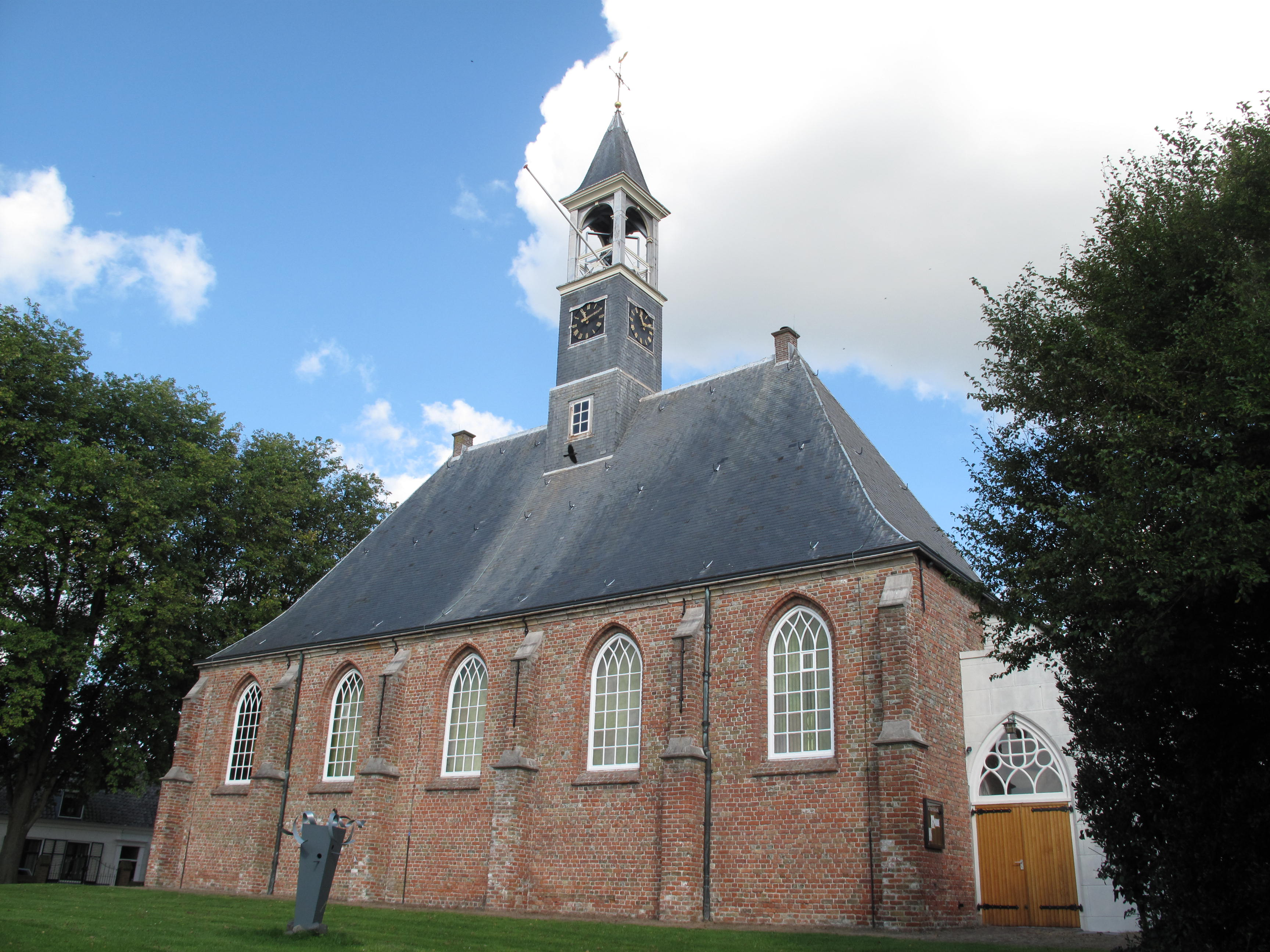
Michaëlskerk.

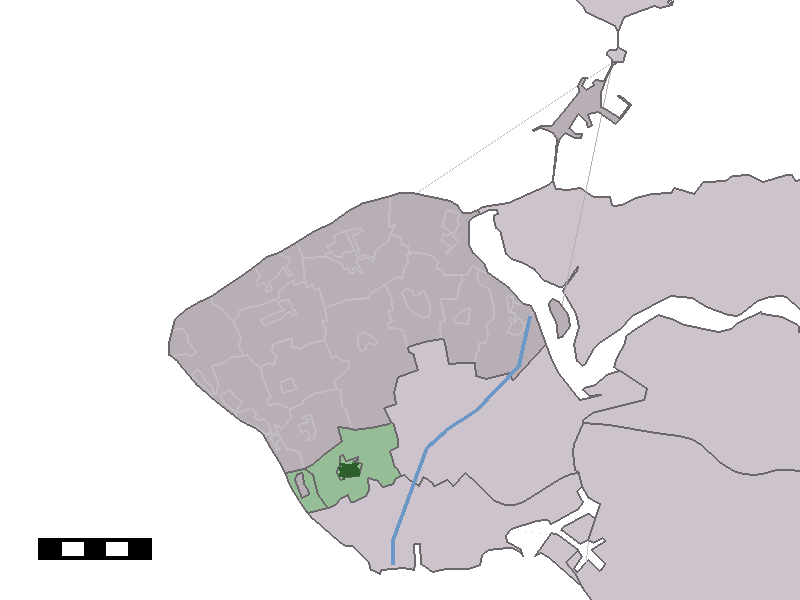
Koudekerke i Zeeland

Koudekerke (zeeländska: Koukerke) är ett samhälle i den nederländska provinsen Zeeland. Samhället är en del av kommunen Veere och ligger omkring 3 kilometer nordväst om Vlissingen.
År 2001 hade Koudekerke 2 687 invånare. Det bebyggda området i staden utgjorde en area på 0,55 km², och innehöll 1 133 hushåll. Det statistiska området "Koudekerke", som även innehåller omgivande småbyar och bosättningar, har totalt 3 300 invånare.